# Guy Allombert
Pour les articles homonymes, voir Allombert.
Guy Allombert, né le 21 février 1929 à Dijon et mort le 4 mars 1998 à Lagny-sur-Marne, est un critique de cinéma et journaliste français.

## Biographie
Enseignant, Guy François Germain Allombert est détaché à l'UFOLEIS (Union française des œuvres laïques d’éducation par l’image et le son). Il publie à partir de 1957 de nombreux articles dans  Image et Son et La Saison cinématographique. Il assure également la rubrique « Télévision » du premier quotidien Libération que dirige Emmanuel d'Astier de la Vigerie.
Il participe à la rédaction de L'Encyclopédie du cinéma de Roger Boussinot.
Il apparaît au cinéma dans un petit rôle dans Le petit Bougnat (1970), de Bernard Toublanc-Michel et dans Le mur de l'Atlantique (1970), de Marcel Camus.
Tout en poursuivant son activité de critique cinématographique, il répond favorablement à la demande de Claude Fuzier qui, en 1975, lui propose de rejoindre l'équipe chargée de l'animation culturelle de la ville de Bondy où un festival des films rares ou inédits est lancé la même année.

## Publications
- Maupassant à l'écran, Club du Livre de Cinéma, 1958
- Le guide du cinéma culturel, avec François Chevassu, Cahiers de l'éducation permanente, 1961
- Le western : approches, mythologies, auteurs, acteurs, filmographies, Union Générale d'Éditions, 1968
- Anthony Mann, Anthologie du cinéma, tome 4, 1968